# بد و زیبا
بد و زیبا (انگلیسی: The Bad and the Beautiful) یا بدذات و زیبارو، فیلمی آمریکایی در ژانر ملودرام است که در سال ۱۹۵۲ ساخته شد و داستان زندگی یک تهیه‌کنندهٔ سینما را روایت می‌کند که با رفتارهای خود، همهٔ اطرافیانش را از خود می‌راند. کارگردان فیلم وینسنت مینلی بود و فیلم‌نامه را جورج برادشا و چارلز شنِی نوشتند. بازیگران اصلی فیلم عبارت‌اند از: لانا ترنر، کرک داگلاس، والتر پیجون، دیک پاول، بری سالیوان، گلوریا گراهام و گیلبرت رولند.
این فیلم در سال ۱۹۵۲ برندهٔ پنج جایزهٔ اسکار از شش نامزدی شد (از جمله جایزهٔ بهترین بازیگر نقش مکمل زن برای گلوریا گراهام)، که رکوردی برای فیلمی است که نامزد بهترین فیلم یا بهترین کارگردانی نشده است.
در سال ۲۰۰۲، کتابخانه کنگره ایالات متحده این فیلم را «از نظر فرهنگی ارزشمند» شناخت و آن را برای نگهداری در فهرست ملی ثبت فیلم آمریکا برگزید. موسیقی فیلم با عنوان «The Bad and the Beautiful» ساختهٔ دیوید راکسین به یک استاندارد جاز تبدیل شد و به‌عنوان نمونه‌ای عالی از موسیقی فیلم شناخته می‌شود.
این فیلم توسط همان گروهی ساخته شد که ده سال بعد فیلم دیگری دربارهٔ پشت‌پرده‌های تاریک صنعت سینما با عنوان Two Weeks in Another Town (دو هفته در شهری دیگر، ۱۹۶۲) ساختند: کارگردان (مینلی)، تهیه‌کننده (جان هاوسمن)، فیلم‌نامه‌نویس (شنِی)، آهنگ‌ساز (راکسین)، بازیگر نقش اصلی (کرک داگلاس) و استودیو (MGM). هر دو فیلم شامل اجرای ترانهٔ «Don’t Blame Me» هستند—در یکی توسط پگی کینگ و در دیگری توسط لزلی آگهامز. در یکی از صحنه‌های «دو هفته در شهری دیگر»، شخصیت داگلاس در اتاق نمایش مشغول تماشای صحنه‌هایی از «بدذات و زیبارو» است، گویی که آن فیلم اثری از گذشتهٔ همان شخصیت بوده است. با این حال، فیلم دوم دنبالهٔ مستقیمی بر اولی نیست.

## داستان
در هالیوود، کارگردان فرد امیل (بری سالیوان)، ستارهٔ سینما جورجیا لوریسون (لانا ترنر)، و فیلم‌نامه‌نویس جیمز لی بارتلو (دیک پاول) حاضر به پاسخ‌دادن به تماس تلفنی جاناتان شیلدز (کرک داگلاس) از پاریس نیستند. تهیه‌کننده هری پبل (والتر پیجون) آن‌ها را در دفتر خود گرد می‌آورد و توضیح می‌دهد که شیلدز ایدهٔ فیلم جدیدی دارد و می‌خواهد این سه نفر در پروژه حضور داشته باشند. شیلدز به‌تنهایی نمی‌تواند سرمایهٔ لازم را جذب کند، اما با حضور این سه، چنین امری ممکن می‌شود. پبل از آن‌ها می‌خواهد تا پیش از تصمیم نهایی، اجازه دهند شیلدز را روی خط بیاورد.
تا تماس برقرار شود، داستان زندگی آن‌ها با شیلدز در قالب بازگشت به گذشته (فلاش‌بک) روایت می‌شود. شیلدز پسر رئیس پیشین یک استودیوی سینمایی بدنام است که با نفرت از صنعت کنار گذاشته شد. محبوبیت پدرش چنان کم بود که شیلدز جوان برای مراسم خاک‌سپاری‌اش باید سیاهی‌لشکر استخدام می‌کرد. با وجود این پیش‌زمینه، شیلدز مصمم است در هالیوود موفق شود.
او با امیل، کارگردانی تازه‌کار، در مراسم خاک‌سپاری آشنا می‌شود. شیلدز برای آن‌که بتواند با پبل صحبت کند، عمداً در یک بازی پوکر پولی را که ندارد می‌بازد و در ازای کار به‌عنوان تهیه‌کننده خطی، آن را جبران می‌کند. آن‌ها با ساخت فیلم‌های رده ب برای پبل، تجربه کسب می‌کنند. پس از موفقیت یکی از این فیلم‌ها، امیل پیشنهاد ساخت پروژه‌ای بزرگ‌تر را می‌دهد. شیلدز بودجهٔ یک‌میلیون‌دلاری برای ساخت فیلم می‌گیرد، اما به امیل خیانت می‌کند و کارگردانی را به فردی مشهور می‌سپارد. موفقیت فیلم، شیلدز را به تأسیس استودیوی خود می‌رساند و پبل نیز به او می‌پیوندد. امیل بعدها برندهٔ اسکار بهترین کارگردانی می‌شود.
شیلدز سپس با جورجیا لوریسون، بازیگر گمنام و الکلی، آشنا می‌شود؛ دختری از خانواده‌ای هنرمند. او با دادن نقش اول به جورجیا، با وجود مخالفت دیگران، باعث شکوفایی استعدادش می‌شود. وقتی جورجیا عاشق او می‌شود، شیلدز به دروغ وانمود می‌کند احساس متقابل دارد تا بازی خوبی از او بگیرد. اما پس از موفقیت فیلم، جورجیا او را با زنی دیگر می‌بیند. شیلدز به او می‌گوید که هرگز اجازه نخواهد داد کسی این‌چنین بر او مسلط شود. جورجیا از قراردادش کناره می‌گیرد و بدون دعوی حقوقی، آزاد می‌شود. او بعدها یکی از بزرگ‌ترین ستاره‌های هالیوود می‌شود.
در مرحلهٔ بعد، شیلدز حقوق فیلم‌نامه‌ای را از جیمز لی بارتلو، استاد دانشگاهی که کتابی پرفروش نوشته، می‌خرد و اصرار دارد خود او فیلم‌نامه را بنویسد. بارتلو بی‌میل است، اما همسر سبک‌سر جنوبی‌اش، رُزمری، علاقه‌مند است، پس او می‌پذیرد. رُزمری با دخالت‌های بی‌پایانش مانع کار شوهر می‌شود. شیلدز دوست بازیگرش، ویکتور «گاچو» ریبرا را برای سرگرم کردن رُزمری وارد ماجرا می‌کند. با آزادی از مزاحمت، بارتلو پیشرفت چشمگیری دارد، اما رُزمری و گاچو در سانحهٔ هوایی کشته می‌شوند. بارتلو با وجود اندوه، فیلم‌نامه را کامل می‌کند و شیلدز او را برای ادامهٔ تولید در هالیوود نگه می‌دارد و خودش کارگردانی را به‌عهده می‌گیرد، اما شکست می‌خورد. سپس او ندانسته فاش می‌کند که خودش باعث نزدیکی رُزمری و گاچو شده بود، و بارتلو از او جدا می‌شود. بارتلو با الهام از همسرش، رمانی می‌نویسد و جایزه پولیتزر می‌برد.
پس از هر بازگشت به گذشته، پبل با طعنه می‌گوید که شیلدز زندگی آن‌ها را «نابود» کرده، در حالی‌که هر سه به قلهٔ حرفه‌ای خود رسیده‌اند و شیلدز در این موفقیت نقش داشته است. تماس شیلدز بالاخره برقرار می‌شود و پبل از آن‌ها می‌خواهد که تنها یک بار دیگر با او همکاری کنند. هر سه پاسخ منفی می‌دهند. اما هنگام خروج، گفت‌وگوی تلفنی شیلدز را از طریق گوشی فرعی می‌شنوند و با شنیدن ایدهٔ جدیدش، علاقه‌مند می‌شوند...

## بازیگران
- لانا ترنر
- کرک داگلاس
- والتر پیجن
- دیک پاول
- بری سالیوان
- گلوریا گراهام
- گیلبرت رولان
- پال استوارت
- لئو جی. کارول
- الین استوارت
- ونسا براون
- کاتلین فریمن
- استارت هولمز
- وی وی براون
- مج بلیک

## اسکار بیست و پنجم
برنده
- جایزه اسکار بهترین بازیگر نقش مکمل زن: گلوریا گراهام
- جایزه بهترین بهترین کارگردانی هنری - فیلم سیاه و سفید: کارگردانی هنری: سدریک گیبنز، ادوارد کارفاگنو؛ تنظیم دکوراسیون: ادوین بی. ویلیس، کیو گلیسن
- جایزه اسکار بهترین فیلمبرداری: رابرت ال. سرتیس
- جایزه اسکار بهترین طراحی صحنه: هلن رز
- جایزه اسکار بهترین فیلم‌نامه اقتباسی: چارلز اشنی

نامزد
- جایزه اسکار بهترین بازیگر نقش اول مرد: کرک داگلاس